# RAPADILINO-Syndrom
Das RAPADILINO-Syndrom ist eine seltene Erbkrankheit, die vor allem durch angeborene Fehlbildungen im Stütz- und Bewegungsapparat, Mikrosomie und Lippen-Kiefer-Gaumenspalten charakterisiert ist. Ihr liegt eine Mutation im RECQL4-Gen zugrunde, die autosomal-rezessiv vererbt wird. Die Bezeichnung „RAPADILINO“ ist ein Akronym aus den charakteristischen Symptomen.

## Erstbeschreibung und Epidemiologie
Das RAPADILINO-Syndrom wurde erstmals 1989 von einer finnischen Forschungsgruppe um Helena Kääriänen beschrieben. Weitere wissenschaftliche Artikel zu diesem Thema wurden in erster Linie von Forschern der Universitäten Helsinki und Turku veröffentlicht, daher ist eine Prävalenz bisher nur für Finnland angegeben; diese beträgt 1:75000.
Weitere Fälle in anderen Staaten sind bekannt.

## Ursache
Hervorgerufen wird das RAPADILINO-Syndrom durch eine Mutation im RECQL4-Gen. Dieses Gen codiert für die ATP-abhängige DNA-Helikase Q4, ein Enzym, das die zwei gewundenen Stränge (Doppelhelix) der DNA aufspaltet und somit sowohl die Replikation als auch die Reparatur der DNA ermöglicht. Bisher sind vier verschiedene Mutationen bekannt, die zu der Erkrankung führen. Zum einen wurden drei nonsense-Mutationen beschrieben (in den Exons 5, 18 und 19), also Mutationen, die ein falsches Stopcodon erzeugen und damit zur Verkürzung sowie zum Funktionsverlust des entstehenden Proteins führen. Weitaus häufiger tritt allerdings eine in frame-Deletion auf, die zur Folge hat, dass Exon 7 beim Spleißen fälschlicherweise vollständig aus dem Protein entfernt wird und daher 44 von 1208 Aminosäuren fehlen. Zu einem Frameshift kommt es demzufolge nicht.
Bemerkenswert ist dabei, dass das fehlende Exon 7 bei der in frame-Deletion nicht die eigentliche Helikase-Domäne (das aktive Zentrum) betrifft. Das bedeutet, dass die Struktur, die die eigentliche Funktion der Helikase (Spaltung der DNA-Doppelhelix) übernimmt, intakt ist. Die Fehlfunktion ist in diesem Fall vermutlich auf eine fehlerhafte Faltung des Proteins zurückzuführen, die durch das Fehlen von Exon 7 erzeugt wird. Ursächlich für eine inkorrekte Faltung könnte die Verschiebung des isoelektrischen Punktes von 8,45 auf 8,78 sein; auch eine verstärkte Polarität des gesamten Enzyms kommt in Betracht, da in Exon 7 mit zehn Prolin-Seitenketten ein größerer hydrophober Bereich entfällt.
Während die Ursache auf molekulargenetischer Ebene hinreichend geklärt scheint, ist derzeit noch unklar, wie es durch die Fehlfunktion der RecQ-Helikase zu den charakteristischen Symptomen kommt. Es wird angenommen, dass das Enzym Einfluss auf die genetische Stabilität der Zelle hat, wodurch die Tendenz zu Krebserkrankungen erklärt werden könnte. Zudem wurden RecQ-Helikasen in Enterozyten gefunden, wobei eine Verbindung zur Malabsorption und Durchfall gesehen wird. In neuerer Forschung konnte nachgewiesen werden, dass neben der Helikase-Aktivität auch die Fähigkeit des Enzyms, ATP zu spalten (ATPase-Aktivität), fehlt.

## Symptome
Die Bezeichnung „RAPADILINO“ wählten die Erstbeschreiber als Akronym aus den charakteristischen Symptomen in englischer Sprache, die in der folgenden Tabelle dargestellt sind.
| Silbe | englische Bezeichnung                                 | deutsche Bezeichnung                                                    | deutsche Entsprechung |
| ----- | ----------------------------------------------------- | ----------------------------------------------------------------------- | --- |
| RA    | RAdial hypo-/aplasia                                  | radiale Hypoplasie/Aplasie                                              | unterentwickelte bzw. fehlende Knochen im Unterarm                                                                           |
| PA    | PAtellae hypo-/aplasia, cleft or highly arched PAlate | Hypoplasie/Aplasie der Patella, gespaltener oder stark gewölbter Gaumen | unterentwickelte oder fehlende Kniescheibe, Fehlbildungen im Mund- und Gaumenbereich (vor allem Lippen-Kiefer-Gaumenspalten) |
| DI    | DIarrhoea, DIslocated joints                          | Diarrhö, dislozierte Gelenke                                            | Durchfall, verschobene bzw. ausgerenkte Gelenke                                                                              |
| LI    | LIttle size, LImb malformation                        | kleine Größe, malformierte Extremitäten                                 | Kleinwuchs, fehlgebildete Gliedmaßen                                                                                         |
| NO    | slender NOse, NOrmal intelligence                     | schlanke Nase, normale Intelligenz                                      | – |

Des Weiteren wurde bei Kindern eine Malassimilation beobachtet, das heißt, die mangelhafte Aufnahme von Nährstoffen aus der Nahrung in Verbindung mit häufigem Durchfall bzw. Erbrechen kann zu einer Form von Mangelernährung führen. Neben den Fehlbildungen im Stütz- und Bewegungsapparat kann diese zusätzlich den Kleinwuchs bewirken. Zudem wurde vom Auftreten von Café-au-lait-Flecken berichtet.
Bei RAPADILINO-Patienten ist das Krebs-Risiko um ca. 40 % erhöht, wobei insbesondere ein verstärktes Auftreten von Osteosarkomen und Lymphomen zu verzeichnen ist.

## Diagnostik
Die Diagnose des RAPADILINO-Syndroms erfolgt in erster Linie anhand der charakteristischen Symptome, da eine DNA-Analyse, die auf das Erkennen der Mutation abzielt, teuer, aufwändig und zum Teil ungenau ist. Aufgrund der Vererbung der Erkrankung kann eine humangenetische Beratung sinnvoll sein.
Differenzialdiagnostisch ist das RAPADILINO-Syndrom vor allem von zwei weiteren Erkrankungen abzugrenzen, die beide ebenfalls auf Mutationen im RECQL4-Gen beruhen und sich in einigen Symptomen gleichen können: Rothmund-Thomson-Syndrom und Baller-Gerold-Syndrom. Ersteres betrifft vor allem die Haut, sodass Verfärbungen der Haut (Poikilodermie) diese Diagnose sichern. Zweiteres führt vor allem zu Fehlbildungen am knöchernen Schädel. Erwähnenswert ist, dass das Krebsrisiko bei beiden Erkrankungen höher als jenes beim RAPADILINO-Syndrom scheint; dies wird auf die im Abschnitt Ursachen erwähnte Struktur der Helikase-Domäne zurückgeführt, die bei den beiden anderen Syndromen durch eine andere Art der Mutation im Gegensatz zu RAPADILINO nicht erhalten bleibt.

## Therapie
Eine Heilung ist nach aktuellem Stand nicht möglich, sodass sich die Therapieoptionen darauf beschränken, die Symptome zu lindern bzw. zu beheben. Fehlbildungen können chirurgisch behoben werden; bei fehlenden Knochen können Prothesen zum Einsatz kommen. Störungen im Verdauungstrakt kann mit Medikamenten entgegengewirkt werden; möglicherweise ist bei schwererem Nährstoffmangel eine entsprechende direkte Gabe indiziert.